# Резолюция Криттендена — Джонсона
Резолюция Криттендена — Джонсона (англ. Crittenden-Johnson Resolution), известная также как резолюция Криттендена, была принята Конгрессом Соединённых Штатов 25 июля 1861 года, вскоре после начала Гражданской войны (12 апреля) и через пять дней после поражения армии Союза в Первом сражении при Бул-Ране. Резолюцию не стоит путать с так называемым «компромиссом Криттендена» декабря 1860 года.

## Исторический контекст
С самого начала войны президент Линкольн опасался, что рабовладельческие штаты Миссури, Кентукки и Мэриленд перейдут на сторону Конфедеративных Штатов Америки. В случае сецессии Мэриленда город Вашингтон оказался бы окружен вражеской территорией. Лояльность Миссури и Кентукки была ненадежной, в то время как эти штаты занимали важное стратегическое положение. Линкольн сам родился в Кентукки, и утрата этого штата была бы для него особенно болезненна. В четвёртом рабовладельческом штате — Делавэре — рабов было так мало, что его лояльность была очевидна. Когда федеральная армия была разбита конфедератами в Первом сражении при Бул-Ране (21 июля), риск утраты трех штатов заставил Конгресс пойти на формальное признание рабства.

## Содержание
Резолюция заявляла, что война начата Союзом ради объединения страны, и ни в коем случае не ради отмены «экстравагантного института» рабовладения. Резолюция требовала от правительства США не предпринимать действий против института рабства. Она получила своё название от имени представителя Кентукки, Джона Криттендена и сенатора Эндрю Джонсона (будущего президента).

## Текст
Resolved by the House of Representatives of the Congress of the United States, That the present deplorable civil war has been forced upon the country by the disunionists of the southern States, now in revolt against the Constitutional government, and in arms around the capital; that in this national emergency, Congress, banishing all feelings of mere passion or resentment, will recollect only its duty to the whole country; that this war is not waged upon our part in any spirit of oppression nor for any purpose of conquest or subjugation, nor purpose of overthrowing or interfering with the rights or established institutions of those States, but to defend and maintain the supremacy of the Constitution, and to preserve the Union with all the dignity, equality, and rights of the several States unimpaired.; and that as soon as these objects are accomplished the war ought to cease.